# پرانیدیپین
پرانیدیپین (به انگلیسی: Pranidipine) با فرمول شیمیایی C۲۵H۲۴N۲O۶ یک ترکیب شیمیایی با شناسه پاب‌کم ۶۴۳۶۰۴۸ است. که جرم مولی آن ۴۴۸٫۴۶۷۸۶ g/mol می‌باشد. 